# The Girl from Maxim's
The Girl from Maxim's é um filme de comédia musical britânico de 1933, dirigido por Alexander Korda e estrelado por Frances Day, Leslie Henson, Helen Maud Holt e Stanley Holloway. Adaptou-se da peça de 1899, La Dame de chez Maxim, de Georges Feydeau.

## Enredo
Um médico tenta passar um cantor como sua esposa em Paris, em 1904.

## Elenco
- Leslie Henson - Doutor Petypon
- Frances Day - La Mome
- George Grossmith Jr. - o general
- Helen Maud Holt - Madame Petypon
- Stanley Holloway - Mongincourt
- Gertrude Musgrove - Clementine
- Evan Thomas - Corignon
- Desmond Jeans - Etienne
- Hugh Dempster - Duque
- Eric Portman - não creditado